# Jean-Victor Bertin
Pour les articles homonymes, voir Bertin.
Jean-Victor Bertin, né le 20 mars 1767 à Paris et mort le 11 juin 1842 dans la même ville, est un peintre français.
Peintre paysagiste du courant néoclassique, il est considéré comme un des maîtres de l'école du paysage historique. Il peignit une abondante production inspirée par l'Italie.

## Biographie
Né le 20 mars 1767 à Paris, Jean-Victor Bertin, fils d'un maître perruquier, fut l'élève de Pierre-Henri de Valenciennes.
Il entra à l'Académie royale de peinture et de sculpture en 1785, comme élève de Gabriel-François Doyen. Entre 1785 et 1793, il participa à divers concours d'émulation et, à partir de 1793, exposa régulièrement au Salon jusqu'à sa mort. Il obtint un prix d'encouragement en 1799 et son travail est salué par une médaille d'or de 1e classe d'une valeur de 250 F en 1808. Il fut décoré de la Légion d'honneur le 21 août 1822.
Plusieurs œuvres lui furent commandées pour le palais du Trianon et le château de Fontainebleau entre 1811 et 1817. Son talent fut apprécié par des amateurs prestigieux, tels que le duc de Berry ou le banquier Jacques Laffitte et, à partir de 1833, l'État lui acheta régulièrement des œuvres, en particulier le ministère de l'Intérieur afin d'enrichir les musées de province.
À sa mort, survenue le 11 juin 1842 à Paris, après une vieillesse marquée par la gêne financière, il laissa sa veuve dans une profonde détresse matérielle. Il fut inhumé à Paris au cimetière du Père-Lachaise (8e division). Sa concession a depuis été reprise et ses restes transférés à l'ossuaire du Père-Lachaise.

## Œuvres dans les collections publiques
Aux États-Unis
- Boston, musée des beaux-arts : Entrée du Parc de Saint Cloud.

En France
- Beaune, musée des beaux-arts : Étude de paysage.
- Béziers, musée des beaux-arts (Hôtel Fayet) : Charibert, fils de Clotaire, rencontre une jeune bergère, huile sur toile, 1819.
- Dijon, musée des beaux-arts de Dijon : Site de Phocide, salon de 1836.
- Dijon, musée Magnin :
  - La Statue ;
  - Le Lavoir ;
  - Le Village dans la montagne. Dans cette œuvre, Jean-Victor Bertin, conformément aux préceptes de son maître Pierre-Henri de  Valenciennes qui préconise le paysage historique, choisit le site de Spolète en Ombrie. Spolète est la ville devant laquelle Hannibal, après la bataille de Trasimène, fut contraint de capituler face à la courageuse résistance de ses habitants (217 av. J.-C). ;
  - La Pêche au filer, dessin préparatoire ;
  - Nymphes et bergers, dessin préparatoire.
- Évreux, musée d'Évreux : Vue de Spolète, huile sur toile, 51,5 × 72,7 cm, exposée au Salon de 1839.
- Grenoble, musée de Grenoble : Paysage à la cascade avec faunes dansants, huile sur toile, 21 x 27 cm (MG 2610).
- La Fère, musée Jeanne d'Aboville : Paysage aux grands arbres.
- Paris, Musée du Louvre : Vue prise à Essonnes.
- Reims, musée des beaux-arts : Paysage, 1820.
- Toulon, musée d'art de Toulon : Paysage italien, 1829.
- Toulouse, musée des Augustins : Paysage historique, d'après les voyages d'Anacharsis en Laconie, exposé au Salon de 1831.

Œuvres de Jean-Victor Bertin
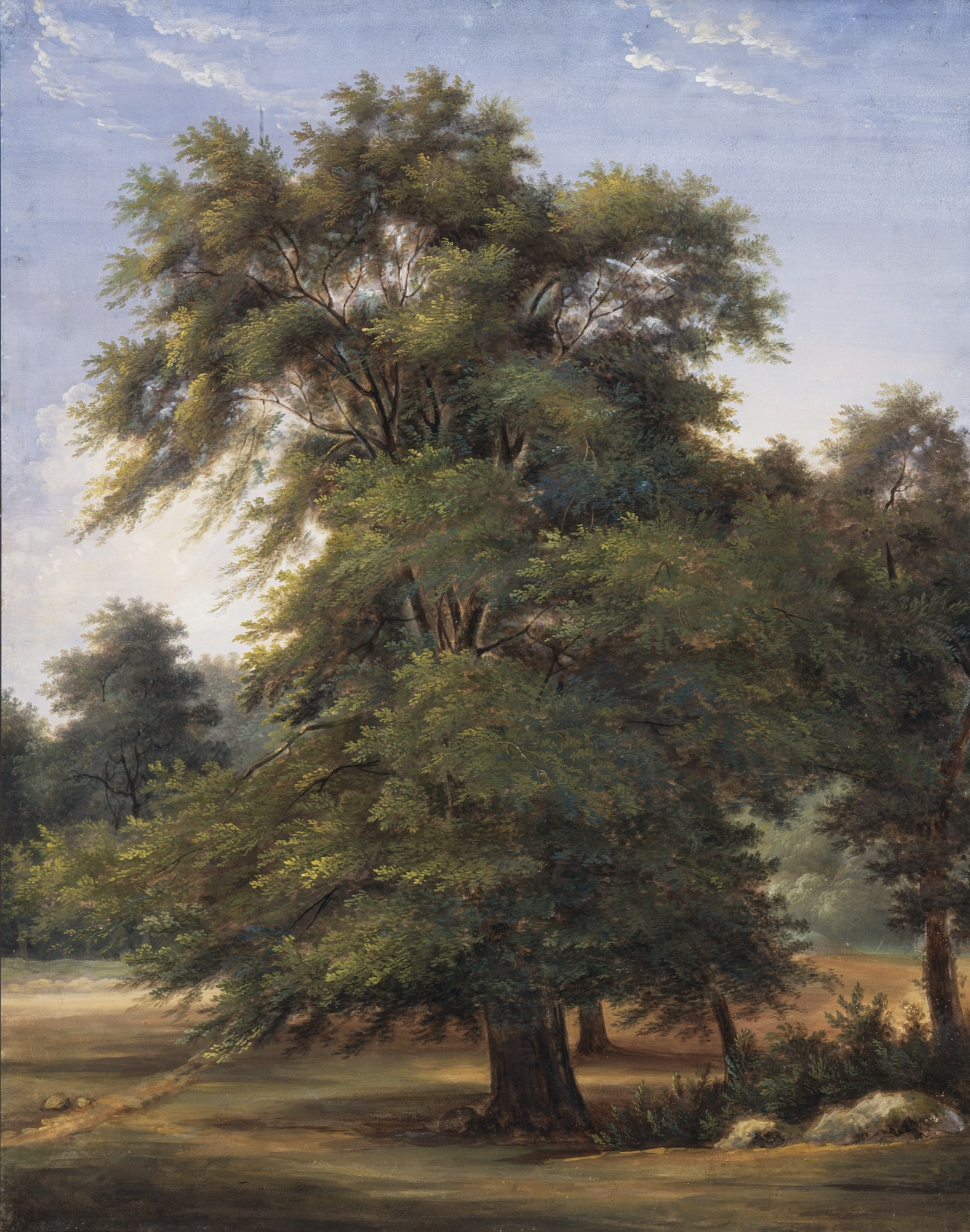
Étude d'arbre (vers 1800-1805), musée d'art du comté de Los Angeles.
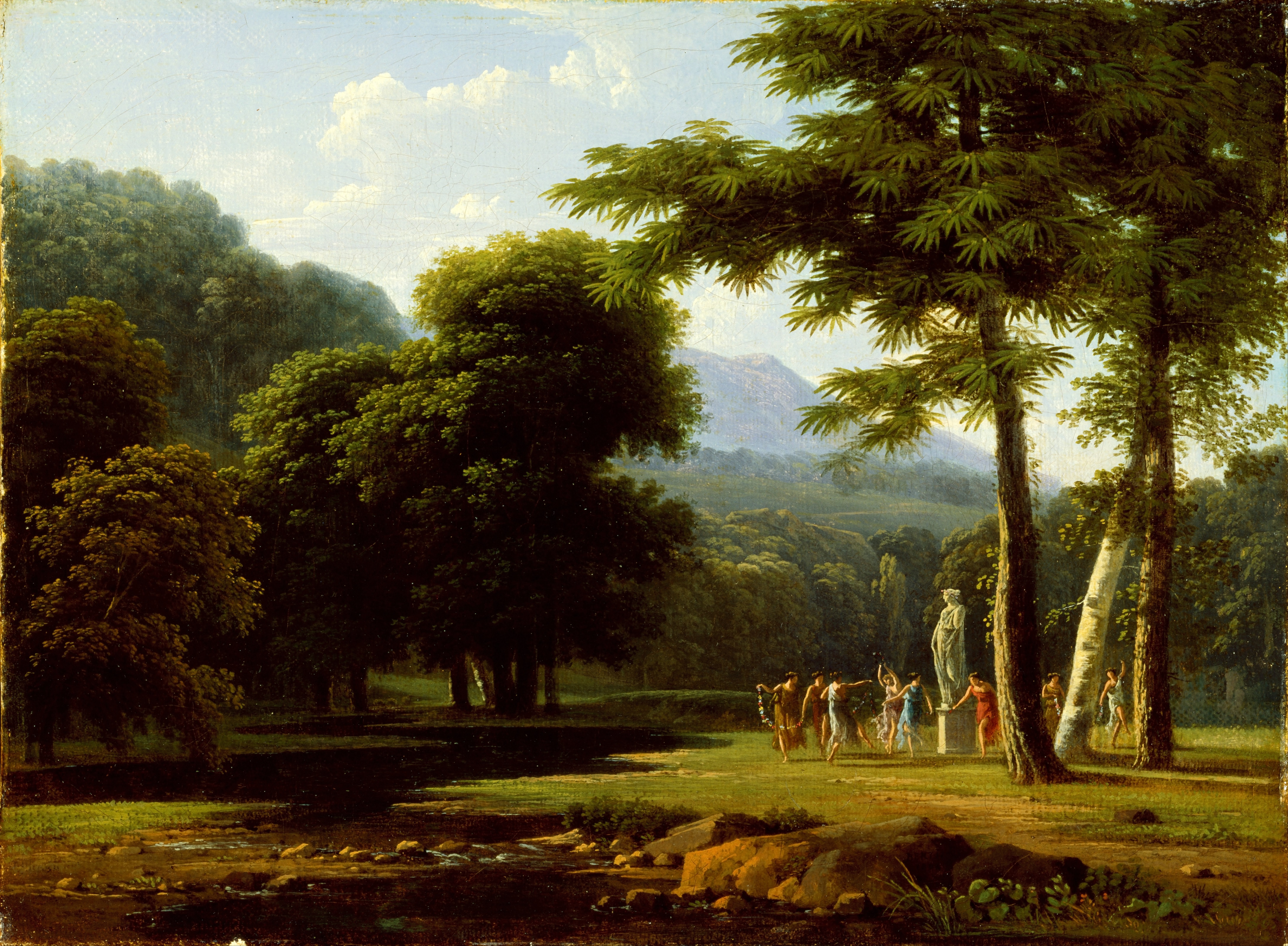
Paysage (1804), musée d'art d'Indianapolis.
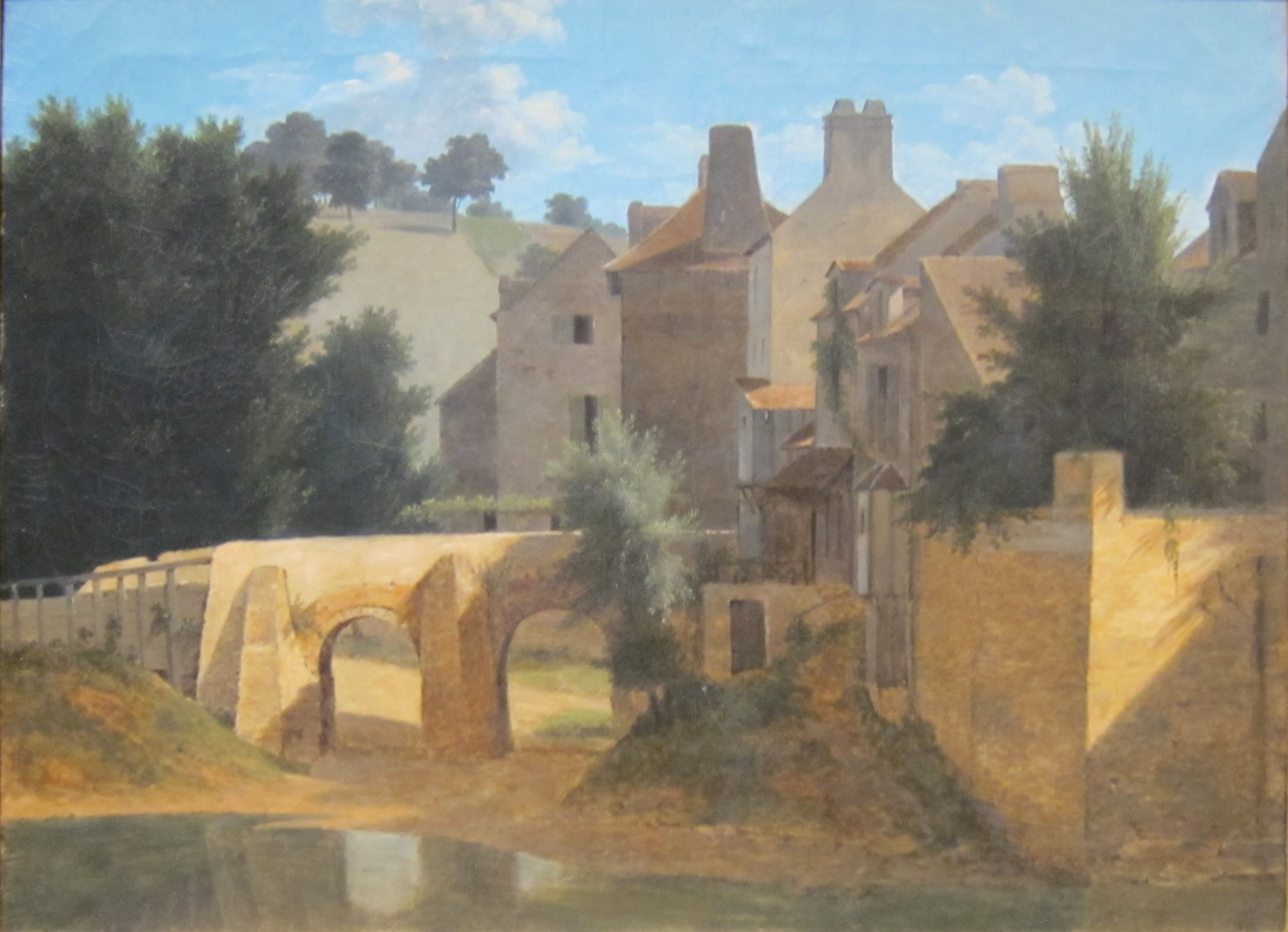
Vue d'Île-de-France (1810-1813), Los Angeles, Getty Center.
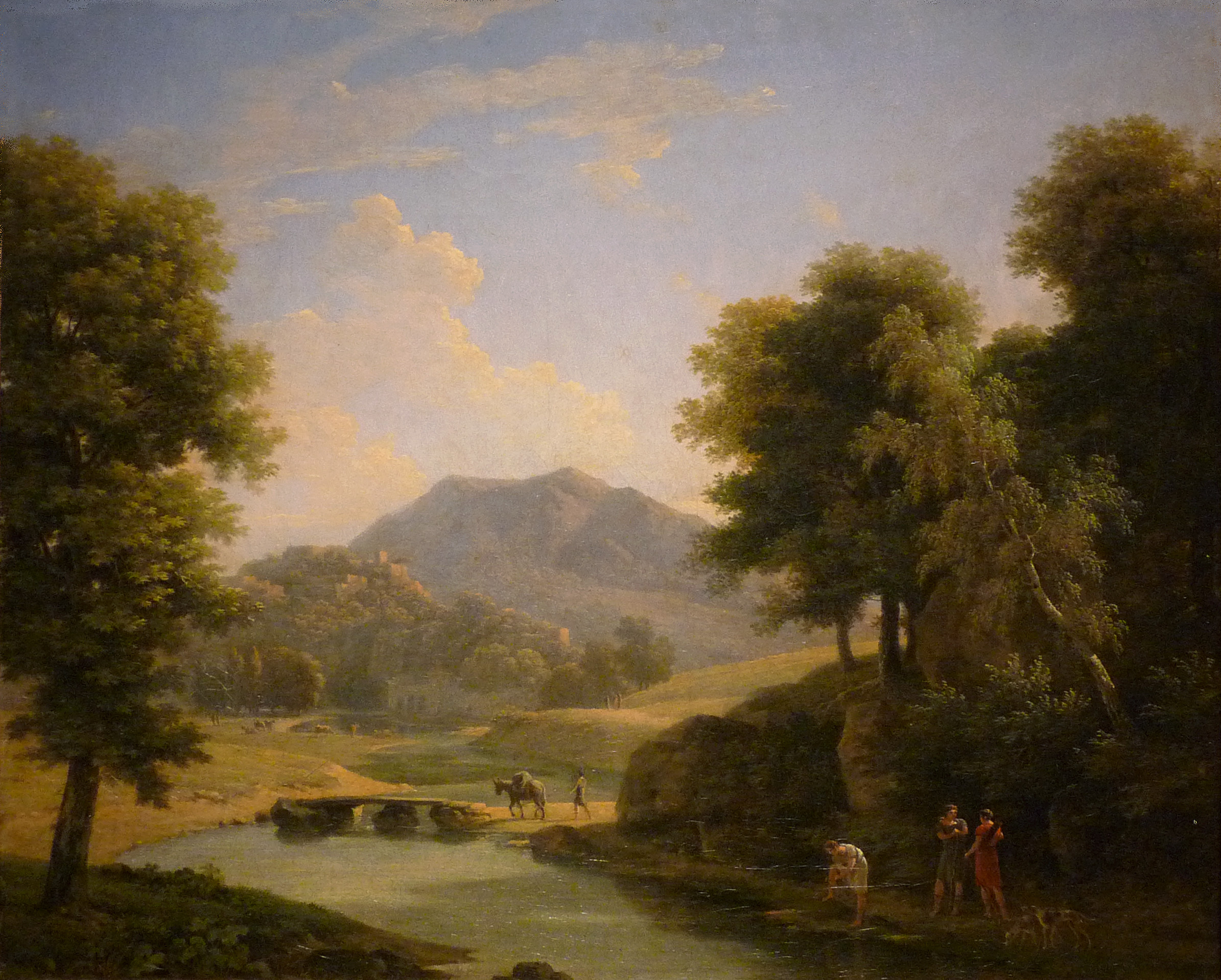
Paysage (1820), musée des beaux-arts de Reims.
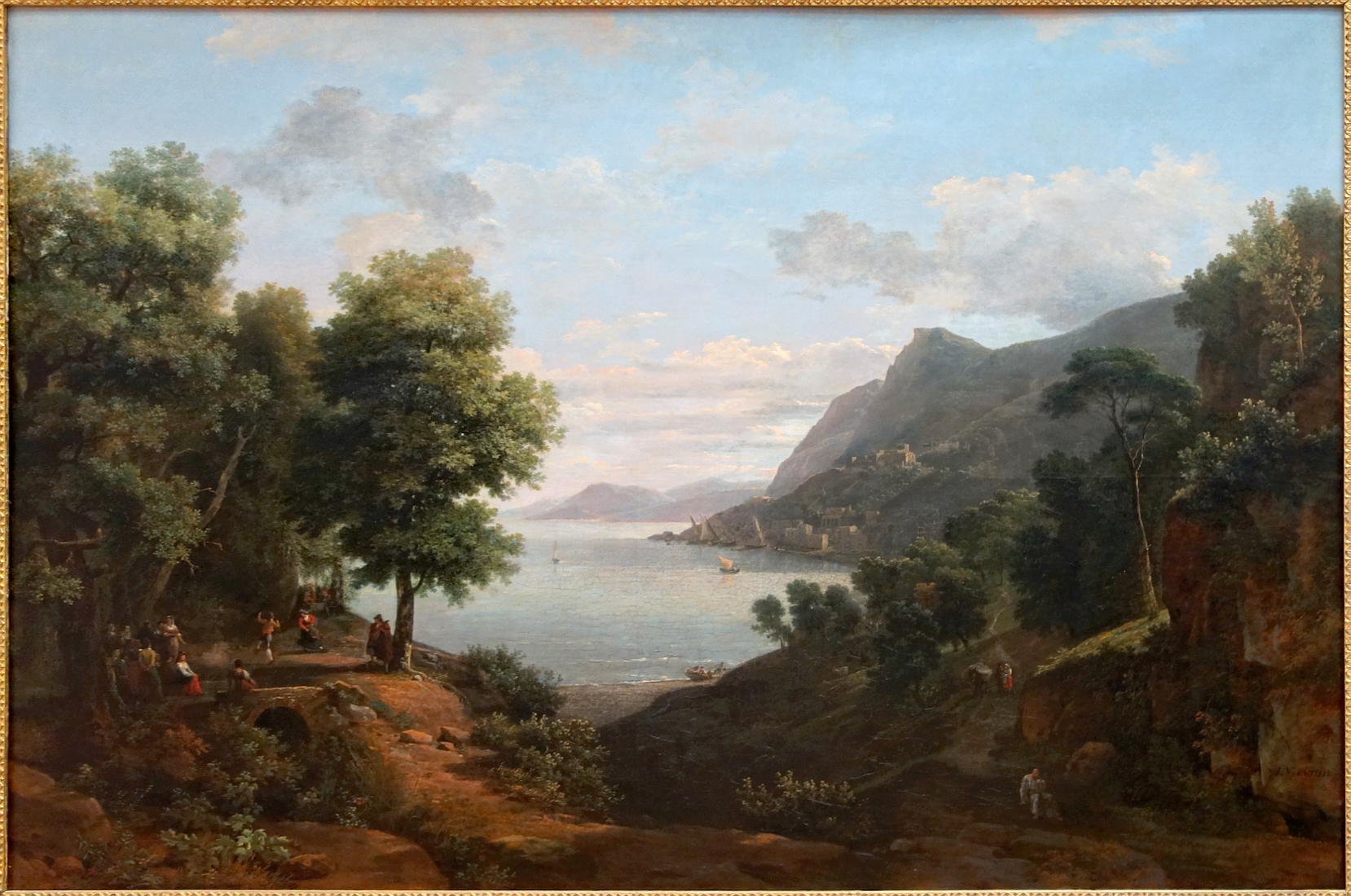
Paysage (vers 1835), palais des beaux-arts de Lille.
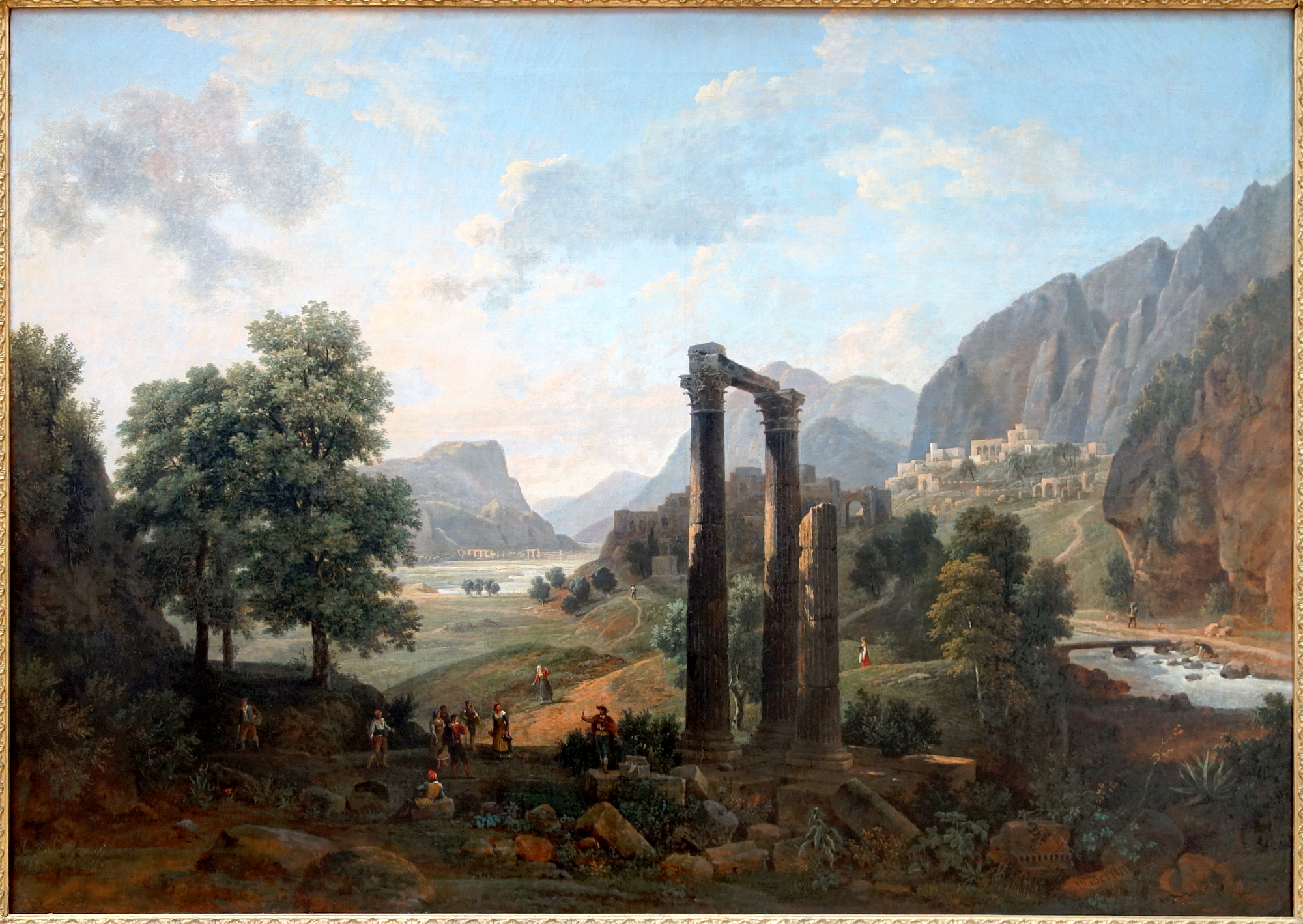
Paysage (1835-1837), palais des beaux-arts de Lille.

## Élèves
- Antoine-Félix Boisselier
- Alexis François Boyenval
- Christian Brune
- Auguste-Jean-Baptiste Cadolle
- Jules Coignet
- Camille Corot
- Charles-François Daubigny
- Jean Victor Louis Faure
- André Jolivard
- François-Gabriel Lépaulle
- Achille Etna Michallon
- Alexis-Pierre Milon
- Joseph François Paris
- Jacques Auguste Regnier
- Philippe Rousseau